# 矶滩乡
矶滩乡，是中华人民共和国安徽省池州市石台县下辖的一个乡镇级行政单位。

## 行政区划
矶滩乡下辖以下地区：
矶滩村、高乐村、洪墩村、塔坑村、沟汀村和太胜村。